# Ena Koike
Ena Koike (jap. 小池 愛菜, Koike Ena; * 21. November 2006) ist eine japanische Tennisspielerin.

## Karriere
Koike spielt überwiegend Turniere auf der ITF Women’s World Tennis Tour, bei der sie bislang aber noch keinen Titel gewonnen hat. 2020 trat sie beim Les Petits As an.
2023 erreichte sie bei den Australian Open im Juniorinneneinzel das Achtelfinale und im Juniorinnendoppel zusammen mit Sayaka Ishii das Halbfinale. Bei den French Open erreichte sie im Juniorinneneinzel die zweite Runde und im Juniorinnendoppel mit Sayaka Ishii abermals das Halbfinale. In Wimbledon erreichte sie sowohl im Juniorinneneinzel als auch im Juniorinnendoppel mit Sayaka Ishii das Viertelfinale. Im Juni konnte sie sich beim Engie Open de Biarritz Pays Basque 2023 erstmalig für das Hauptfeld eines mit 60.000 US-Dollar dotierten Turniers qualifizieren. Sie unterlag in der ersten Runde Irene Burillo Escorihuela mit 5:7 und 4:6. Im September tritt sie bei den US Open im Juniorinneneinzel und zusammen mit Sayaka Ishii im Juniorinnendoppel an.

## Abschneiden bei Grand-Slam-Turnieren

### Juniorinneneinzel
| Turnier         | 2023 | 2024 | Karriere |
| --------------- | ---- | ---- | -------- |
| Australian Open | AF   | HF   | HF       |
| French Open     | 2    | 1    | 2        |
| Wimbledon       | VF   | 2    | VF       |
| US Open         | VF   | —    | VF       |

Zeichenerklärung: S = Turniersieg; F, HF, VF, AF = Einzug ins Finale / Halbfinale / Viertelfinale / Achtelfinale; 1, 2, 3 = Ausscheiden in der 1. / 2. / 3. Hauptrunde; nicht ausgetragen

### Juniorinnendoppel
| Turnier         | 2023 | 2024 | Karriere |
| --------------- | ---- | ---- | -------- |
| Australian Open | HF   | HF   | HF       |
| French Open     | HF   | —    | HF       |
| Wimbledon       | VF   | AF   | VF       |
| US Open         | AF   | —    | AF       |